# Villey-sur-Tille
Villey-sur-Tille is een gemeente in het Franse departement Côte-d'Or in de regio Bourgogne-Franche-Comté en telt 277 inwoners (1999). De plaats maakt deel uit van het arrondissement Dijon.

## Geografie
De oppervlakte van Villey-sur-Tille bedraagt 13,0 km², de bevolkingsdichtheid is 21,3 inwoners per km².
De onderstaande kaart toont de ligging van Villey-sur-Tille met de belangrijkste infrastructuur en aangrenzende gemeenten.

## Demografie
Onderstaande figuur toont het verloop van het inwonertal (bron: INSEE-tellingen).